# سیارک ۲۰۹۸
سیارک ۲۰۹۸ (به انگلیسی: 2098 Zyskin، نامگذاری:1972QE) دو هزار و نود و هشتمین سیارک کشف شده‌است که در ۱۸ اوت ۱۹۷۲ کشف شد.
قدر مطلق سیارک برابر ۱۲٫۵۰ است.